# Liste des pièces commémoratives de 2 euros de 2021
Carte
- deux pièces commémoratives de 2 € émises
- une pièce commémorative de 2 € émise
- pas de pièce commémorative de 2 € émise
- ne fait pas partie de la zone euro

Chronologie
2020 2022
Une pièce commémorative de 2 euros est une pièce de 2 euros frappée par un État membre de la zone euro ou par un des micro-États autorisés à frapper des pièces de monnaie libellées en euro, destinée à commémorer un événement historique ou célébrer un événement actuel important. 
Cet article répertorie les 31 pièces commémoratives émises pour l'année 2021. Parmi les pays autorisés à émettre, seuls l'Autriche, Chypre, l'Irlande et les Pays-Bas n'ont pas frappé de pièce commémorative en 2021.

## Pièces émises
Pour un article plus général, voir Pièce commémorative de 2 euros.
| Allemagne                | Présidence de la Saxe-Anhalt au Bundesrat, |                   |
|                          | Cette pièce est la quinzième de la première série de 16 pièces de 2 € commémoratives sur les Länder allemands,. La représentation de la cathédrale Saint-Maurice-et-Sainte-Catherine de Magdebourg, depuis l'arrière. En haut le millésime 2021. En bas, la légende SACHSEN-ANHALT (Saxe-Anhalt) au-dessus de l'initiale du pays émetteur D (pour Deutschland). L'anneau externe de la pièce comporte les douze étoiles du drapeau européen. |                   |
| Graveur : Michael Otto   | \| Gravure sur la tranche : \| Date : \| Tirage : \| \| \| 26 janvier 2021 \| 30 000 000 pièces \| |                   |
| Gravure sur la tranche : | Date : | Tirage :          |
|                          | 26 janvier 2021 | 30 000 000 pièces |

| Andorre                  | Nous prenons soin de nos personnes âgées |               |
|                          | Une main jeune soutient une main marquée par l’âge. Un stéthoscope est placé sous ces mains. Au-dessus, l'année d'émission, 2021, et le nom du pays émetteur ANDORRA surplombé d’un demi-cercle entourant plusieurs représentations du virus du Covid. La mention CUIDEM LA NOSTRA GENT GRAN (nous prenons soin de nos personnes âgées) borde la partie supérieure. L’anneau extérieur de la pièce comporte les douze étoiles du drapeau européen. |               |
| Graveur :                | \| Gravure sur la tranche : \| Date : \| Tirage : \| \| \| Décembre 2021 \| 70 000 pièces \| |               |
| Gravure sur la tranche : | Date : | Tirage :      |
|                          | Décembre 2021 | 70 000 pièces |

| Andorre                  | 100e anniversaire du couronnement de la Dame de Meritxell |               |
|                          | Au premier plan, une reproduction de la sculpture romane de Notre-Dame de Meritxell (sainte patronne de la Principauté d’Andorre), datant du XIe ou XIIe siècle, avec à sa base la mention MERITXELL. Derrière, une reproduction stylisée du sanctuaire de Meritxell où se trouve une copie de cette sculpture. En bas, le nom du pays émetteur ANDORRA et les années 1921 et 2021. L’anneau extérieur de la pièce comporte les douze étoiles du drapeau européen. |               |
| Graveur :                | \| Gravure sur la tranche : \| Date : \| Tirage : \| \| \| Décembre 2021 \| 73 350 pièces \| |               |
| Gravure sur la tranche : | Date : | Tirage :      |
|                          | Décembre 2021 | 73 350 pièces |

| Belgique                 | 100e anniversaire du traité d’Union économique belgo-luxembourgeoise, signé le 25 juillet 1921 |                |
|                          | À gauche, portraits de profil droit des deux souverains, le Roi Philippe et le Grand-Duc Henri. Les années 1921 et 2021 sont mentionnées sous les portraits. En haut à droite figure une représentation cartographique des deux pays ainsi que les codes BE et LUX. L’inscription ECONOMIC UNION (union économique) est placée verticalement à droite des portraits. L’anneau extérieur de la pièce comporte les douze étoiles du drapeau européen. |                |
| Graveur : Luc Luycx      | \| Gravure sur la tranche : \| Date : \| Tirage : \| \| \| Août 2021 \| 155 000 pièces \| |                |
| Gravure sur la tranche : | Date : | Tirage :       |
|                          | Août 2021 | 155 000 pièces |

| Belgique                 | 500e anniversaire de la publication de l’ordonnance relative à la deuxième période d’émission de pièces de monnaie sous le règne de Charles Quint |                |
|                          | Portrait en buste de Charles Quint, sous lequel figure son nom en latin Carolus V. À gauche est représentée une pièce de monnaie, un florin d’or Carolus émis en 1521 à la suite de l’ordonnance citée en titre. Le code pays émetteur BE et l'année d'émission 2021 se trouvent sous le florin. L’anneau extérieur de la pièce comporte les douze étoiles du drapeau européen. |                |
| Graveur : Luc Luycx      | \| Gravure sur la tranche : \| Date : \| Tirage : \| \| \| Octobre 2021 \| 155 000 pièces \| |                |
| Gravure sur la tranche : | Date : | Tirage :       |
|                          | Octobre 2021 | 155 000 pièces |

| Espagne                  | Ville historique de Tolède, inscrite au patrimoine mondial de l'Unesco depuis 1986, |                  |
|                          | Cette pièce est la douzième d'une série de pièces commémoratives sur les sites espagnols inscrits au patrimoine mondial de l'UNESCO. La Puerta del Sol devant un détail de l'arche sainte de l'ancienne synagogue El Tránsito (aujourd'hui un musée). À gauche, la mention du pays émetteur ESPAÑA au-dessus du millésime 2021. L'anneau externe de la pièce comporte les douze étoiles du drapeau européen. |                  |
| Graveur :                | \| Gravure sur la tranche : \| Date : \| Tirage : \| \| \| Juillet 2021 \| 4 000 000 pièces \| |                  |
| Gravure sur la tranche : | Date : | Tirage :         |
|                          | Juillet 2021 | 4 000 000 pièces |

| Estonie                  | Le loup, animal national estonien, |                |
|                          | En ombre chinoise, un loup hurlant sur un rocher, devant une forêt de pins et un ciel étoilé. En haut, la légende, en latin, CANIS LUPUS. En bas, sur le rocher, la mention du pays émetteur EESTI suivie du millésime 2021. L'anneau externe de la pièce comporte les douze étoiles du drapeau européen. |                |
| Graveur : Maria Meos     | \| Gravure sur la tranche : \| Date : \| Tirage : \| \| \| octobre 2021 \| 988 000 pièces \| |                |
| Gravure sur la tranche : | Date : | Tirage :       |
|                          | octobre 2021 | 988 000 pièces |

| Estonie                             | Les peuples finno-ougriens, |                |
|                                     | Dessin inspiré de ceux d'une grotte du Lac Onega montrant un chasseur, une sauvagine, un élan et le soleil. En haut, la légende FENNO-UGRIA (finno-ougrien). En bas, la mention du pays-émetteur EESTI et le millésime 2021. L'anneau externe de la pièce comporte les douze étoiles du drapeau européen. |                |
| Graveur : Al Paldrok Madis Põldsaar | \| Gravure sur la tranche : \| Date : \| Tirage : \| \| \| Août 2021 \| 988 000 pièces \| |                |
| Gravure sur la tranche :            | Date : | Tirage :       |
|                                     | Août 2021 | 988 000 pièces |

| Finlande                 | Le journalisme et la communication ouverte à l'appui de la démocratie finlandaise |                |
|                          | Une figure représente des rubans entrelacés formant un filet et pouvant être interprétée comme une forme stylisée de silhouettes humaines. Les mentions JOURNALISMI et JOURNALISTIK (journalisme) sont inscrites en demi-cercle, respectivement sur les bords gauche et droit. En bas sont inscrits l'année d'émission 2021 et la mention du pays émetteur FI. L’anneau extérieur de la pièce comporte les douze étoiles du drapeau européen. |                |
| Graveur :                | \| Gravure sur la tranche : \| Date : \| Tirage : \| \| \| Avril 2021 \| 800 000 pièces \| |                |
| Gravure sur la tranche : | Date : | Tirage :       |
|                          | Avril 2021 | 800 000 pièces |

| Finlande                 | 100e anniversaire de l’autonomie des îles Åland |                |
|                          | La moitié inférieure représente la proue d’un bateau, une main tenant une boussole et la mer sur laquelle flottent des bouées. La ligne d'horizon trace une ligne médiane ; la partie supérieure représente le ciel et des nuages. Les mentions ÅLANDS SJÄLVSTYRELSE 100 ÅR et AHVENANMANN ITSEHALLINTO 100 VUOTTA (autonomie d'Åland 100 ans, respectivement en suédois et en finnois) sont inscrites en demi-cercle, en haut pour la première et en bas pour la seconde. À droite au-dessus de la ligne d'horizon, sont mentionnés l'année d'émission 2021 et le code du pays émetteur FI. L’anneau extérieur de la pièce comporte les douze étoiles du drapeau européen. |                |
| Graveur :                | \| Gravure sur la tranche : \| Date : \| Tirage : \| \| \| Août 2021 \| 800 000 pièces \| |                |
| Gravure sur la tranche : | Date : | Tirage :       |
|                          | Août 2021 | 800 000 pièces |

| France                    | 75e anniversaire de la création du Fonds des Nations unies pour l'enfance (Unicef), le 11 décembre 1946, |                  |
|                           | Représentation du globe terrestre sous forme d'un puzzle, entouré de deux mains, l'une tenant une pièce du puzzle. Les excroissances et creux des pièces sont également en forme de mains. En haut, en arc de cercle, le nom UNICEF, suivi de POUR CHAQUE ENFANT, devise de l’organisation. Sous le nom UNICEF sont inscrites les années 1946 - 2021, respectivement année de création de l'UNICEF et année d'émission de la pièce. Sous les deux mains entourant le globe, la mention 75 ANS et l’acronyme RF du pays émetteur. Deux rameaux d'olivier rappelant ceux du logo de l'UNICEF, entourent l’ensemble, celui de droite étant partiellement masqué. L’anneau extérieur de la pièce comporte les douze étoiles du drapeau européen. Pour tout achat de cette pièce en version BU ou BE, la Monnaie de Paris s'est engagée à reverser 2 € à l'UNICEF. |                  |
| Graveur : Joaquin Jimenez | \| Gravure sur la tranche : \| Date : \| Tirage : \| \| \| Mars 2021 \| 7 500 000 pièces \| |                  |
| Gravure sur la tranche :  | Date : | Tirage :         |
|                           | Mars 2021 | 7 500 000 pièces |

| France                    | Jeux olympiques d'été de 2024 à Paris (Marianne), |                |
|                           | Cette pièce est la première d'une série de quatre pièces consacrées aux Jeux Olympiques de 2024 à Paris Au premier plan, Marianne, figure symbolique de la République française, représentée en coureuse. Au second plan, une représentation de la Tour Eiffel, monument emblématique parisien. À l’arrière-plan, une représentation stylisée d'une piste d’athlétisme dans laquelle est inséré le logo de Paris 2024 sur le côté gauche. En bas, la mention du pays émetteur RF (pour République française) et l'année d'émission 2021. |                |
| Graveur : Joaquin Jimenez | \| Gravure sur la tranche : \| Date : \| Tirage : \| \| \| Octobre 2021 \| 510 000 pièces \| |                |
| Gravure sur la tranche :  | Date : | Tirage :       |
|                           | Octobre 2021 | 510 000 pièces |

| Grèce                    | 200e anniversaire du début de la Révolution grecque de 1821-1829 |                  |
|                          | Le dessin représente le drapeau grec dans un cercle, au centre, entouré de six branches de laurier. L'inscription 1821–2021 200 ΧΡΟΝΙΑ ΑΠΟ ΤΗΝ ΕΛΛΗΝΙΚΗ ΕΠΑΝΑΣΤΑΣΗ (1821-2021 Bicentenaire de la Révolution grecque) et la mention du pays émetteur ΕΛΛΗΝΙΚΗ ΔΗΜΟΚΡΑΤΙΑ figurent en cercle le long du bord. L’anneau extérieur de la pièce comporte les douze étoiles du drapeau européen. |                  |
| Graveur :                | \| Gravure sur la tranche : \| Date : \| Tirage : \| \| \| 22 avril 2021 \| 1 500 000 pièces \| |                  |
| Gravure sur la tranche : | Date : | Tirage :         |
|                          | 22 avril 2021 | 1 500 000 pièces |

| Italie                    | 150e anniversaire de la proclamation de Rome en tant que capitale de l’Italie |                  |
|                           | Portrait en buste de la Dea Roma, d'après une sculpture d’Angelo Zanelli située au Monument à Victor-Emmanuel II. La légende ROMA CAPITALE • 1871 • 2021• (Rome capitale • 1871 • 2021•) apparaît en arc de cercle dans la partie supérieure, les dates correspondent respectivement à l’année de la proclamation de Rome en tant que capitale de l’Italie, et à celle de l’émission de la pièce. À gauche, les lettres entrelacées RI, monogramme de la République italienne. L’anneau extérieur de la pièce comporte les douze étoiles du drapeau européen. |                  |
| Graveur : Uliana Pernazza | \| Gravure sur la tranche : \| Date : \| Tirage : \| \| \| Juin 2021 \| 1 470 000 pièces \| |                  |
| Gravure sur la tranche :  | Date : | Tirage :         |
|                           | Juin 2021 | 1 470 000 pièces |

| Italie                   | Remerciement au personnel de santé |                  |
|                          | Un homme et une femme en plan américain, portant un masque médical. L'homme porte un dossier médical, la femme un stéthoscope, à l’image des personnels médicaux qui sont en première ligne dans la lutte contre la pandémie de Covid-19. Dans la partie supérieure, figure en arc de cercle le mot GRAZIE (merci), suivi d’un cœur à droite. Une croix médicale apparaît à gauche. Les lettres entrelacées RI, monogramme de la République italienne figurent entre les deux personnes. En bas, le millésime 2021. L’anneau extérieur de la pièce comporte les douze étoiles du drapeau européen. |                  |
| Graveur : Claudia Momoni | \| Gravure sur la tranche : \| Date : \| Tirage : \| \| \| Juillet 2021 \| 2 979 500 pièces \| |                  |
| Gravure sur la tranche : | Date : | Tirage :         |
|                          | Juillet 2021 | 2 979 500 pièces |

| Lettonie                  | 100e anniversaire de la reconnaissance de jure de la République de Lettonie le 26 janvier 1921, |                |
|                           | Trois lignes obliques dans lesquelles est noté le texte 100 LATVIJA DE IURE 2021 (100 Lettonie de jure 2021). Les lettres apparaissent dans différentes tailles. L'anneau externe de la pièce comporte les douze étoiles du drapeau européen. |                |
| Graveur : Zane Ernštreite | \| Gravure sur la tranche : \| Date : \| Tirage : \| \| \| Novembre 2021 \| 412 000 pièces \| |                |
| Gravure sur la tranche :  | Date : | Tirage :       |
|                           | Novembre 2021 | 412 000 pièces |

| Lituanie                                    | Réserve de biosphère de Žuvintas (lt), |                |
|                                             | L'environnement caractéristique de la réserve de biosphère de Žuvintas, des îles isolées sur un lac peuplé d’oiseaux et la plus grande zone humide de Lituanie, ainsi que sa faune distinctive. Au premier plan, un butor étoilé tente d’attraper un sonneur à ventre de feu flottant dans l’eau. À droite, parmi les joncs se trouve une fauvette aquatique. Au-dessus, une volée de grues cendrées et un cygne tuberculé, symbolisant l’établissement de la réserve. Le dessin est entouré, en arc de cercle, de la mention du pays émetteur LIETUVA en haut et des inscriptions ŽUVINTAS et UNESCO en bas, ainsi que le millésime 2021 vers la droite. L'anneau extérieur de la pièce comporte les 12 étoiles du drapeau européen. |                |
| Graveur : Eglė Ratkutė et Ernestas Žemaitis | \| Gravure sur la tranche : \| Date : \| Tirage : \| \| \| 2e trimestre 2021 \| 500 000 pièces \| |                |
| Gravure sur la tranche :                    | Date : | Tirage :       |
|                                             | 2e trimestre 2021 | 500 000 pièces |

| Lituanie                    | Dzūkija, |                |
|                             | Cette pièce est la troisième d'une série de cinq pièces commémoratives sur les régions ethnographiques de Lituanie. Le dessin représente un blason figurant un soldat en armure tenant une hallebarde dans sa main droite et appuyant son bras gauche contre un bouclier baltique en argent. Ces armoiries posées sur une poutre sont tenues par deux lynx. Au-dessous est suspendu un ruban avec l'inscription latine EX GENTE BELICOSSISSIMA POPULUS LABORIOSUS (Peuple travailleur d'une tribu féroce). Le dessin est entouré, en arc de cercle, du nom du pays émetteur LIETUVA en haut, et du nom de la région honorée DZŪKIJA en bas. L'année d'émission 2021 figure en haut sous le nom du pays émetteur. L'anneau extérieur de la pièce comporte les 12 étoiles du drapeau européen. |                |
| Graveur : Rolandas Rimkūnas | \| Gravure sur la tranche : \| Date : \| Tirage : \| \| \| 3e trimestre 2021 \| 500 000 pièces \| |                |
| Gravure sur la tranche :    | Date : | Tirage :       |
|                             | 3e trimestre 2021 | 500 000 pièces |

| Luxembourg               | 100e anniversaire de la naissance du Grand-Duc Jean, le 5 janvier 1921 au château de Colmar-Berg |                |
|                          | La pièce existe en deux versions, l'une avec les portraits en gravure classique, l'autre avec les portraits en version hologramme. Portraits du Grand-Duc Jean (en buste, à gauche) et du Grand-Duc Henri (à droite). Les noms des deux Grands-Ducs, JEAN et HENRI sont indiqués verticalement à côté de chaque effigie, ainsi que l’année de naissance 1921 du Grand-Duc Jean. Sous les portraits figure une représentation stylisée de la ville de Luxembourg avec le pont Adolphe. En haut à gauche en arc de cercle, la mention GROUSSHERZOGE VU LËTZEBUERG (Grand-Duc de Luxembourg) qui désigne également le pays d’émission (le mot LËTZEBUERG est de taille plus grande). L’année d’émission, 2021, apparaît sous le pont. |                |
| Graveur :                | \| Gravure sur la tranche : \| Date : \| Tirage : \| \| \| Janvier 2021 \| 500 000 pièces \| |                |
| Gravure sur la tranche : | Date : | Tirage :       |
|                          | Janvier 2021 | 500 000 pièces |

| Luxembourg               | 40e anniversaire du mariage du Grand-Duc Henri et de la Grande-Duchesse María Teresa, le 14 février 1981 |                |
|                          | La pièce existe en deux versions, l'une avec les portraits en gravure classique, l'autre avec les portraits en version hologramme. Portraits de la Grande-Duchesse María Teresa (à gauche) et du Grand-Duc Henri (à droite). Sous les effigies, la date du mariage 14. FEBRUAR 1981 (14 février 1981) et deux alliances entrelacées, suivies du millésime 2021. La mention du pays émetteur LËTZEBUERG est inscrite au-dessous. L’anneau extérieur de la pièce comporte les douze étoiles du drapeau européen. |                |
| Graveur :                | \| Gravure sur la tranche : \| Date : \| Tirage : \| \| \| Février 2021 \| 500 000 pièces \| |                |
| Gravure sur la tranche : | Date : | Tirage :       |
|                          | Février 2021 | 500 000 pièces |

| Malte                                 | Héros et héroïnes de la pandémie |               |
|                                       | Dessin en hommage au dévouement des personnes qui ont été en première ligne de la lutte contre la pandémie de Covid-19, représentant deux membres du personnel médical, de profil, se soutenant mutuellement, front contre front. Le dessin est entouré des inscriptions en arc de cercle HEROES OF THE PANDEMIC (héros de la pandémie), en haut, et la mention du pays émetteur MALTA et le millésime 2021, en bas. L’anneau extérieur de la pièce comporte les douze étoiles du drapeau européen. |               |
| Graveur : Maria Anna Frisone (dessin) | \| Gravure sur la tranche : \| Date : \| Tirage : \| \| \| Juin 2021 \| 72 500 pièces \| |               |
| Gravure sur la tranche :              | Date : | Tirage :      |
|                                       | Juin 2021 | 72 500 pièces |

| Malte                    | Temples mégalithiques de Tarxien |                |
|                          | Cette pièce est la sixième d'une série de 7 pièces commémoratives sur les sites préhistoriques maltais. Représentation partielle du site mégalithique comportant quatre temples situé à Ħal Tarxien. En haut à droite, l’inscription sur trois lignes TARXIEN TEMPLES 3600-2500 BC (Temples de Tarxien 3600-2500 avant Jésus-Christ). En bas à gauche le nom du pays émetteur MALTA, au-dessus de l’année d’émission 2021. L’anneau extérieur de la pièce comporte les douze étoiles du drapeau européen. |                |
| Graveur :                | \| Gravure sur la tranche : \| Date : \| Tirage : \| \| \| Octobre 2021 \| 181 000 pièces \| |                |
| Gravure sur la tranche : | Date : | Tirage :       |
|                          | Octobre 2021 | 181 000 pièces |

| Monaco                   | 10e anniversaire du mariage du prince Albert II et de la princesse Charlène, les 1er et 2 juillet 2011 |               |
|                          | Portraits de profil gauche du prince Albert II et de la princesse Charlene. Les effigies sont entourées, en arc de cercle, de la mention du pays émetteur MONACO en haut, et de la légende 2011 MARIAGE PRINCIER 2021 en bas. L'anneau extérieur de la pièce comporte les douze étoiles du drapeau européen. |               |
| Graveur :                | \| Gravure sur la tranche : \| Date : \| Tirage : \| \| \| 1er juillet 2021 \| 15 000 pièces \| |               |
| Gravure sur la tranche : | Date : | Tirage :      |
|                          | 1er juillet 2021 | 15 000 pièces |

| Portugal                        | Participation du Portugal aux Jeux olympiques de Tokyo (Japon), |                |
|                                 | La pièce initialement prévue pour 2020 a été reportée en raison du report des Jeux olympiques, à cause de la pandémie de Covid-19. Esquisse du logo du Comité olympique du Portugal composé des anneaux olympiques et d'une croix, symbole de l'Ordre du Christ, entourée de la légende PORTUGAL NOS JOGOS OLÍMPICOS DE TÓQUIO '20 (Le Portugal aux Jeux olympiques de Tokyo '20) suivie du millésime 2021. L'anneau externe de la pièce comporte les douze étoiles du drapeau européen. |                |
| Graveur : Francisco Providência | \| Gravure sur la tranche : \| Date : \| Tirage : \| \| \| Mai 2021 \| 500 000 pièces \| |                |
| Gravure sur la tranche :        | Date : | Tirage :       |
|                                 | Mai 2021 | 500 000 pièces |

| Portugal                 | Présidence portugaise du Conseil de l'Union européenne en 2021 |                |
|                          | Représentation du lien entre la capitale portugaise et les autres capitales européennes, sous la forme d'une vingtaine de lignes obliques comprises dans un angle droit. Au-dessus de l'abscisse, inscription sur quatre lignes PRESIDÊNCIA DO CONSELHO DA UNIÃO EUROPEIA PORTUGAL 2021 (Présidence du Conseil de l'Union européenne Portugal 2021) recouvrant partiellement le graphique. L'anneau externe de la pièce comporte les douze étoiles du drapeau européen. |                |
| Graveur : Eduardo Aries  | \| Gravure sur la tranche : \| Date : \| Tirage : \| \| \| Janvier 2021 \| 500 000 pièces \| |                |
| Gravure sur la tranche : | Date : | Tirage :       |
|                          | Janvier 2021 | 500 000 pièces |

| Saint-Marin               | 450e anniversaire de la naissance du peintre Michelangelo Merisi da Caravaggio, dit Le Caravage, le 29 septembre 1571 à Milan |               |
|                           | Reproduction partielle de la Madeleine repentante, œuvre du Caravage réalisée vers 1593-94. En haut, en arc de cercle, la mention du pays émetteur suivie du nom de l'artiste en italien SAN MARINO • CARAVAGGIO. Au-dessous, les dates 1571-2021, correspondant à l'année de naissance de l'artiste et à l'année d'émission. L’anneau extérieur de la pièce comporte les douze étoiles du drapeau européen. |               |
| Graveur : Silvia Petrassi | \| Gravure sur la tranche : \| Date : \| Tirage : \| \| \| Mars 2021 \| 54 000 pièces \| |               |
| Gravure sur la tranche :  | Date : | Tirage :      |
|                           | Mars 2021 | 54 000 pièces |

| Saint-Marin               | 550e anniversaire de la naissance du peintre et dessinateur germanique Albrecht Dürer, le 21 mai 1471 à Nuremberg |               |
|                           | Représentation de la Vierge Marie tenant l’enfant Jésus, inspirée du tableau la Vierge à la poire, réalisé en 1526 par Albrecht Dürer. Le dessin est entouré, en arc de cercle, par le nom du pays émetteur SAN MARINO à gauche et le nom de l'artiste DÜRER à droite. En haut à droite, le monogramme «AD», initiales d'Albrecht Dürer. Sous le dessin, les dates 1471 - 2021, correspondant à l'année de naissance de l'artiste et à l'année d'émission. L’anneau extérieur de la pièce comporte les douze étoiles du drapeau européen. |               |
| Graveur : Valerio de Seta | \| Gravure sur la tranche : \| Date : \| Tirage : \| \| \| Août 2021 \| 54 000 pièces \| |               |
| Gravure sur la tranche :  | Date : | Tirage :      |
|                           | Août 2021 | 54 000 pièces |

| Slovaquie                 | 100e anniversaire de la naissance d'Alexander Dubček, |                  |
|                           | Portrait de profil gauche d'Alexander Dubček. Le nom du pays émetteur SLOVENSKO est inscrit sur le bord gauche, l'année d'émission 2021 sur le bord droit. Dans la partie inférieure du portrait se trouve son nom, Alexander Dubček, et ses dates de naissance 1921 et de mort 1992. L'anneau extérieur de la pièce porte les 12 étoiles de l'Union européenne. |                  |
| Graveur : Branislav Ronai | \| Gravure sur la tranche : \| Date : \| Tirage : \| \| \| 26 novembre 2021 \| 1 000 000 pièces \| |                  |
| Gravure sur la tranche :  | Date : | Tirage :         |
|                           | 26 novembre 2021 | 1 000 000 pièces |

| Slovénie                 | 200e anniversaire de la fondation du Musée régional de Carniole, premier musée en Slovénie |                  |
|                          | Le motif est composé de quatre lignes de texte disposées de manière circulaire et superposées, s’inspirant de la décoration de la situle de Vače, vase de bronze conservé dans ce musée, comportant trois frises superposées. Sont mentionnés les différents noms que le musée a porté au cours de ses 200 ans d’existence. Les lignes de texte sont, respectivement du bord vers le centre : KRANJSKI STANOVSKI MUZEJ KRAINISCHSTÄNDISCHES MUSEUM (Musée des domaines de Carniole, en slovène et en allemand) / 1821 DEŽELNI MUZEJ ZA KRANJSKO (Musée régional de Carniole, en slovène, précédé de la date de fondation du musée) / KRAINISCHES LANDESMUSEUM RUDOLFINUM (Musée provincial de Carniole Rudolfinum, en allemand. Le dernier mot rajouté en 1882 en l'honneur du prince Rodolphe) / SLOVENIJA 2021 (nom du pays émetteur et année d’émission). L’anneau extérieur de la pièce comporte les douze étoiles du drapeau européen. |                  |
| Graveur :                | \| Gravure sur la tranche : \| Date : \| Tirage : \| \| \| Octobre 2021 \| 1 000 000 pièces \| |                  |
| Gravure sur la tranche : | Date : | Tirage :         |
|                          | Octobre 2021 | 1 000 000 pièces |

| Vatican                   | 450e anniversaire de la naissance du peintre Michelangelo Merisi da Caravaggio, dit Le Caravage, le 29 septembre 1571 à Milan |               |
|                           | Reproduction du tableau Garçon avec un panier de fruits peint par le Caravage vers 1593. En haut, en arc de cercle, le nom du pays émetteur CITTÀ DEL VATICANO. En bas, le nom de l'artiste en italien CARAVAGGIO, au-dessus des années 1571-2021, respectivement année de naissance de l'artiste et année d'émission de la pièce. L'anneau extérieur de la pièce comporte les douze étoiles du drapeau européen. |               |
| Graveur : Uliana Pernazza | \| Gravure sur la tranche : \| Date : \| Tirage : \| \| \| 1er juin 2021 \| 86 000 pièces \| |               |
| Gravure sur la tranche :  | Date : | Tirage :      |
|                           | 1er juin 2021 | 86 000 pièces |

| Vatican                    | 700e anniversaire de la mort de l'écrivain et penseur florentin Dante Alighieri, le 14 septembre 1321 à Ravenne |               |
|                            | Portrait de Dante, ceint d'une couronne de laurier, devant le Palazzo Vecchio de Florence. En haut à droite, en arc de cercle, figure le nom du pays émetteur CITTÀ DEL VATICANO. En bas est inscrit Dante, sous forme manuscrite, au-dessus des années 1321-2021, respectivement année de la mort de l'écrivain et année d'émission de la pièce. L’anneau extérieur de la pièce comporte les douze étoiles du drapeau européen. |               |
| Graveur : Patrizio Daniele | \| Gravure sur la tranche : \| Date : \| Tirage : \| \| \| Octobre 2021 \| 86 000 pièces \| |               |
| Gravure sur la tranche :   | Date : | Tirage :      |
|                            | Octobre 2021 | 86 000 pièces |

## Compléments

### Lectures approfondies
- Olivier Fournier (dir.), €5 : €monnaies et €billets 1999-2009, Paris, Les Chevaux-Légers, 2009 (ISBN 978-2-916996-13-4)
- Catalogue euro, Monnaie et billets 2014, Geesthacht, Leuchtturm, 2014 (ISBN 978-3-00-026627-0)